# Technische Hochschule Umeå
Die Technische Hochschule Umeå (schwedisch Tekniska Högskolan vid Umeå universitet, englisch Umeå Institute of Technology) ist eine akademische Einrichtung an der Universität Umeå (Schweden), die Ingenieure ausbildet. Sie ist keine eigenständige Hochschule, sondern Teil der Universität Umeå und wurde 1997 gegründet. Im Jahre 2012 waren dort fast 2000 Studenten an der Technischen Hochschule immatrikuliert.

## Englischsprachige Master-Studiengänge

### Biology and Biotechnology
- Plant and Forest Biotechnology

### Industrial Design
- Advanced Product Design
- Interaction Design
- Transportation Design

### Maths, Computing Science and Technology
- Computational Science and Engineering
- Robotics and Control

## Forschung
Die Forschung in den Ingenieurwissenschaften an der Technischen Hochschule Umeå wächst rasant. Derzeit wird besonders die Forschung in den Bereichen Rohstoffversorgung, Energieversorgung und Angewandte IT gefördert. Die Hochschule bietet auch Promotionsstellen in englischer Sprache an.